# Adam Brodzisz

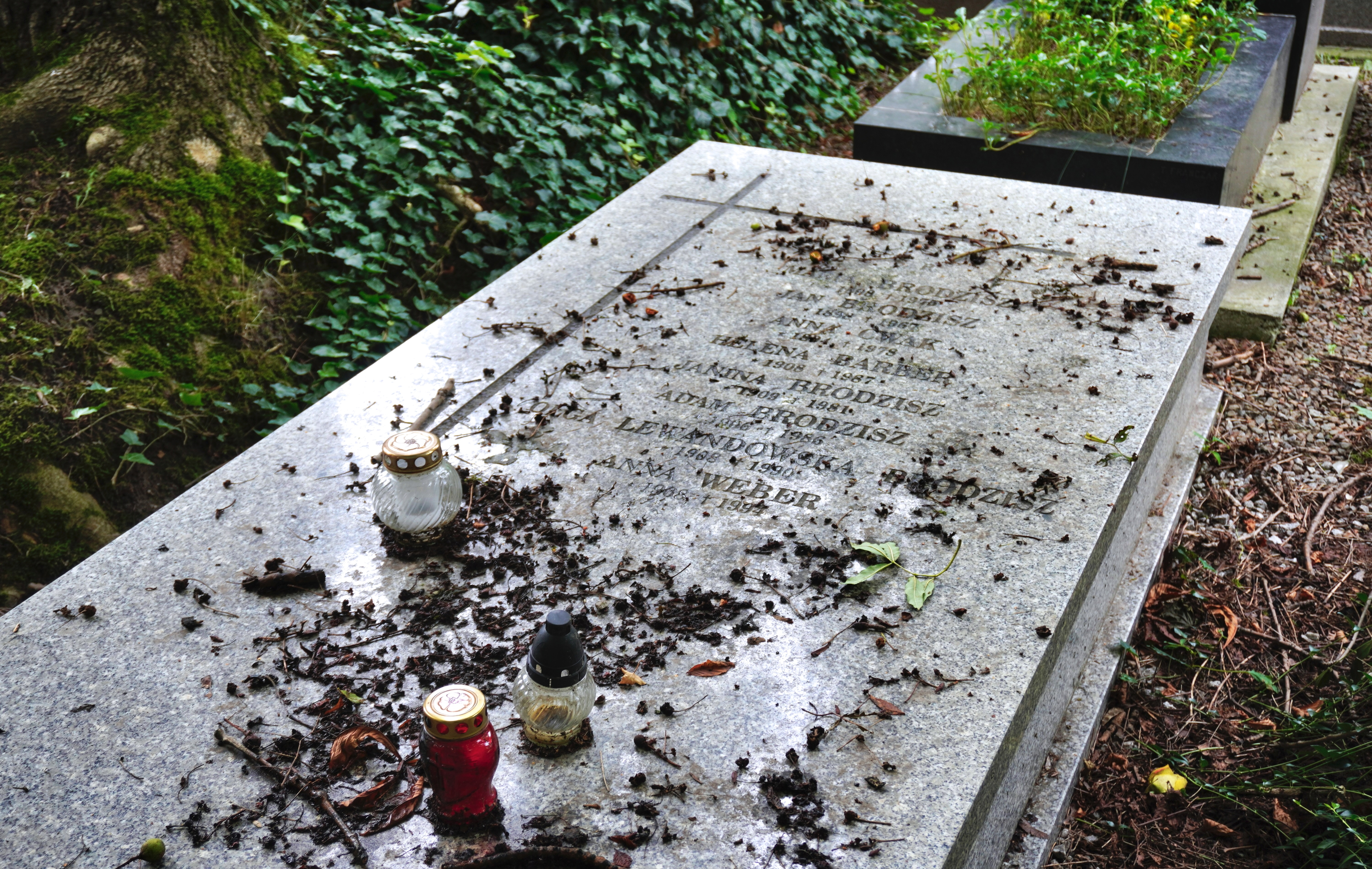
Grób Adama Brodzisza na Cmentarzu Rakowickim w Krakowie

Adam Brodzisz (ur. 18 lutego 1906 we Lwowie, zm. 9 listopada 1986 w Desert Hot Springs) – polski aktor.

## Życiorys
Absolwent gimnazjum matematyczno-przyrodniczego we Lwowie, w którym w 1926 roku zdał maturę. Następnie wstąpił na Uniwersytet Jana Kazimierza we Lwowie. Był jednym z najpopularniejszych aktorów przedwojennego polskiego kina. Do filmu dostał się po zwycięstwie w konkursach „fotogeniczne twarze”. W 1927 roku ukończył studia w Instytucie Filmowym im. Biegańskiego w Warszawie. Brak znajomości języka uniemożliwił mu angaż do kina południowoamerykańskiego. W 1931 roku z Michałem Waszyńskim i Eugeniuszem Bodo założył wytwórnię filmową „B-W-B”.
W czasie okupacji pracował jako kelner. Po II wojnie światowej nie był już zatrudniany w filmach. Grał za to na deskach teatru objazdowego, a w latach 1950–1955 był aktorem Teatru Polskiego w Bielsku-Białej. W 1961 roku nie wrócił z żoną do kraju z gościnnych występów w USA. Osiedlili się w Los Angeles i zajmowali hodowlą szynszyli. Pracował również jako rysownik w firmie komputerowej. Po przejściu na emeryturę przenieśli się do Desert Hot Springs Sky Valley. Został pochowany w kwietniu 1988 na cmentarzu Rakowickim w Krakowie (kwatera Jb-6-3).
Jego żoną była popularna w międzywojniu aktorka – Maria Bogda, uznana za „najpiękniejszy typ Polki”.

## Filmografia
- 1955: Trzy starty jako Kałużny
- 1949: Czarci żleb jako sierżant Wąsiak
- 1939: Bogurodzica
- 1939: Serce Batiara (film nieukończony)
- 1939: U kresu drogi jako Jerzy
- 1938: Kobiety nad przepaścią jako Walek
- 1937: Pan redaktor szaleje jako redaktor Antoni Dzierba
- 1936: Bohaterowie Sybiru jako porucznik
- 1935: Rapsodia Bałtyku jako Adam Halny
- 1934: Młody las jako Stefan Kiernicki
- 1933: Pod Twoją obronę jako Jan, syn Polaskiej
- 1932: Głos pustyni jako sierżant Filip Milczek
- 1932: Bezimienni bohaterowie jako Andrzej Tulesza absolwent szkoły policyjnej
- 1931: Dziesięciu z Pawiaka jako Janusz Dunin
- 1931: Niebezpieczny raj jako Heyst
- 1931: Straszna noc jako sternik Andrzej
- 1931: Świat bez granic jako Andrzej
- 1930: Na Sybir jako Ryszard Prawdzic
- 1930: Uroda życia jako Piotr Rozłucki
- 1930: Wiatr od morza jako Ryszard
- 1929: Z dnia na dzień jako Jerzy
- 1928: Przeznaczenie